# Polieucto

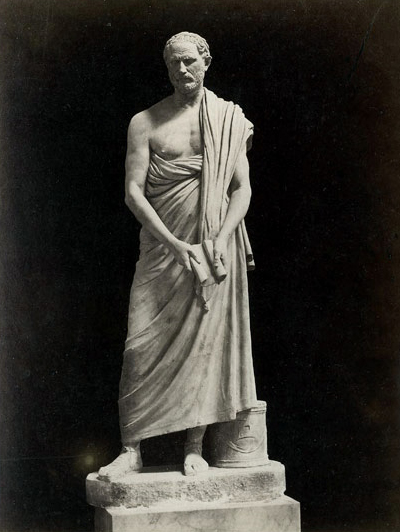
Demóstenes

Polieucto (em grego:  Polyeuktos) foi um escultor da Grécia Antiga, ativo em Atenas no século III a.C. durante o período helenista. Esculpiu uma conhecida estátua de Demóstenes em 280 a.C., onde mostra o orador com feições naturalistas.